# Primula sorachiana
Primula sorachiana är en viveväxtart som beskrevs av Kingo Miyabe och Tatewaki. Primula sorachiana ingår i släktet vivor, och familjen viveväxter. Inga underarter finns listade i Catalogue of Life.